# Monocultuur
Monocultuur betekent dat op hetzelfde stuk grond altijd hetzelfde gewas verbouwd wordt. Er vindt geen vruchtwisseling plaats.
Bekende monoculturen in de tropen zijn de plantages van onder andere oliepalm, thee en banaan. In Nederland is er in de landbouw een monocultuur van maïs en Engels raaigras voor voederproductie. Op zeer zware klei, zoals in Noord-Groningen, is er een monocultuur van tarwe, omdat de grond niet geschikt is voor de verbouw van andere gewassen, zoals aardappelen of suikerbieten. In de tuinbouw vindt men vaker monoculturen, zoals bij sla, aardbei of appel. De teelt van tomaten en komkommers is geen monocultuur alhoewel ze steeds in dezelfde kas in de glastuinbouw geteeld worden, omdat hier uit de grond op water geteeld wordt.
Een nadeel van een monocultuur is het eenzijdig uitputten van de bodemvruchtbaarheid als er niet bemest wordt. Daarnaast kunnen plantenziekten zich makkelijker ontwikkelen in het gewas, waardoor meer gewasbeschermingsmiddelen moeten worden ingezet. Vooral aaltjes kunnen een probleem vormen, omdat deze moeilijk te bestrijden zijn.
Een voordeel van een monocultuur is dat specialisatie ver doorgevoerd kan worden, waardoor machines rendabeler kunnen worden ingezet en een hoger niveau van vakkennis bereikt kan worden.
Begin 1800 veranderde er in Europa veel in de manier waarop landbouw bedreven werd. Deze tijd noemt men de agrarische revolutie. Onder andere kunstmest, teeltmachines en nieuwe gewassen werden geïntroduceerd. Om deze inventies te ondersteunen moest er een nieuw teeltsysteem worden toegepast. Dit teeltsysteem is voor velen praktisch het enige bekende; een monocultuur. Een monocultuur houdt in dat er slechts één gewas tegelijk in een ruimte of op een stuk land verbouwd wordt. Een extreme vorm is het geval als de planten stekken zijn; genetisch gezien staat er dan in een ruimte of op een veld slechts één plant. Er is veel te zeggen voor zo’n monocultuur. Voordelen zijn onder meer dat alle planten hetzelfde reageren op zaken als voeding en licht en dat de planten sterk op elkaar lijken.

## Andere betekenissen
Monocultuur kent ook een sociologische betekenis. Onder monocultuur wordt in zo'n geval verstaan dat een samenstelling van mensen, producten of diensten niet divers is, maar eenzijdig. Ook een globaal gebied waar slechts door één leverancier (al dan niet goedgekeurd door een regime of een dictatuur) geleverde diensten of producten beschikbaar zijn, kan je een monocultuur noemen. In het geval van zo'n monocultuur is er meestal sprake van monopolie. 